# Émile Torchebœuf
Émile Torchebœuf   (Saint-Ouen-sur-Seine, 17 de juny de 1876 - 6è districte de París, 29 de novembre de 1950) va ser un atleta francès, especialista en el llançament de pes, salt amb perxa i salt de llargada, establint diversos rècords nacionals de les especialitats.
El 1900 va prendre part en els Jocs Olímpics de París en la prova de Salt de llargada aturat, en què guanyà la medalla de bronze amb un salt de 3,03m.